# Europsko vijeće
Europsko vijeće (engl. The European Council, neformalno EUCO), nakon stupanja na snagu Lisabonskog ugovora, institucija je Europske unije koja se sastoji od predsjednika država ili predsjednika vlada država članica Europske unije, predsjednika Europskog vijeća te predsjednika Europske komisije. Osnovni cilj institucije jest definiranje političkih ciljeva i prioriteta EU. 
Europsko vijeće razvilo se iz povremenih sastanaka na vrhu (summita) predsjednika država i vlada država članica Europske ekonomske zajednice 1960-ih godina. Ovakvi sastanci postali su od 1975. godine redovita praksa dva puta godišnje na inicijativu tadašnjeg francuskog predsjednika Valéry Giscard d'Estainga (prvi se održao u Dublinu za vrijeme irskog predsjedanja Vijećem EU). 
Čelnici država ili vlada zemalja Europske unije sastaju se najmanje dva puta u godini (lipanj, prosinac, a po potrebi još najviše dva puta kako bi raspravljali o pitanjima bitnim za Uniju, te dali političke poticaje za aktivnosti. To političko tijelo ima ključnu ulogu u usuglašavanju interesa i stajališta država članica. 
Vijeće može donositi pravno obvezujuće akte, a tada se smatra da ih je donijelo Vijeće EU u sastavu predsjednika država ili vlada jer samo Europsko vijeće nije formalno tijelo koje može samo donositi odluke. Ono to rijetko čini.
Stupanjem na snagu Lisabonskog ugovora, Europsko vijeće je postalo jedno od tijela u institucionanoj strukturi Europske unije. Rotirajuće predsjedništvo zamijenjeno je funkcijom Predsjednika Europskog vijeća s mandatom od dvije i pol godine. Prvi predsjednik Europskog vijeća od 1. prosinca 2009. godine bio je Herman Van Rompuy. Danas je predsjednik Charles Michel. 
Europsko vijeće ne treba miješati s Vijećem Europske unije (koje se naziva još i Vijećem ministara EU) koje je zasebno tijelo Europske unije, niti s Vijećem Europe, koje je zasebna međunarodna organizacija sa sjedištem u Strasbourgu, odvojena od institucija EU.

## Sastav
| Država               | Član | Član                                                     | Država               | Član | Član                                                            | Država    | Član | Član                                                    | Država     | Član | Član                                                          |
| -------------------- | ---- | -------------------------------------------------------- | -------------------- | ---- | --------------------------------------------------------------- | --------- | ---- | ------------------------------------------------------- | ---------- | ---- | ------------------------------------------------------------- |
| EU (bez prava glasa) |      | predsjednik Europskog vijeća Charles Michel (MR – Renew) | EU (bez prava glasa) |      | predsjednica Europske komisije Ursula von der Leyen (CDU – EPP) | Austrija  |      | kancelar Austrije Karl Nehammer (ÖVP – EPP)             | Belgija    |      | predsjednik Vlade Belgije Alexander De Croo (OpenVld – Renew) |
| Bugarska             |      | predsjednik Vlade Bugarske Dimitar Glavchev (Nez.)       | Cipar                |      | predsjednik Vlade Cipra Nikos Christodoulides (Nez.)            | Češka     |      | predsjednik Vlade Češke Petr Fiala (ODS – ECR)          | Danska     |      | predsjednica Vlade Danske Mette Frederiksen (S – S&D)         |
| Estonija             |      | predsjednica Vlade Estonije Kaja Kallas (ER – Renew)     | Finska               |      | predsjednik Vlade Finske Petteri Orpo (Kok. – EPP)              | Francuska |      | predsjednik Francuske Emmanuel Macron (RE – Renew)      | Grčka      |      | predsjednik Vlade Grčke Kyriakos Mitsotakis (ND – EPP)        |
| Hrvatska             |      | predsjednik Vlade Hrvatske Andrej Plenković (HDZ – EPP)  | Irska                |      | Taoiseach Simon Harris (FG – EPP)                               | Italija   |      | predsjednica Vlade Italije Giorgia Meloni (FdI – ECR)   | Latvija    |      | predsjednica Vlade Latvije Evika Siliņa (V – EPP)             |
| Litva                |      | predsjednik Litve Gitanas Nausėda (Nez.)                 | Luksemburg           |      | predsjednik Vlade Luksemburga Luc Frieden (CSV – EPP)           | Mađarska  |      | predsjednik Vlade Mađarske Viktor Orbán (Fidesz – Nez.) | Malta      |      | predsjednik Vlade Malte Robert Abela (PL – S&D)               |
| Nizozemska           |      | predsjednik Vlade Nizozemske Dick Schoof (Nez.)          | Njemačka             |      | kancelar Njemačke Olaf Scholz (SPD – S&D)                       | Poljska   |      | predsjednik Vlade Poljske Donald Tusk (PO – EPP)        | Portugal   |      | predsjednik Vlade Portugala Lúis Montenegro (PSD – EPP)       |
| Rumunjska            |      | predsjednik Rumunjske Klaus Iohannis (PNL – EPP)         | Slovačka             |      | predsjednik Vlade Slovačke Robert Fico (Smer - SD – Nez.)       | Slovenija |      | predsjednik Vlade Slovenije Robert Golob (GS – Renew)   | Španjolska |      | predsjednik Vlade Španjolske Pedro Sánchez (PSOE – S&D)       |
| Švedska              |      | predsjednik Vlade Švedske Ulf Kristersson (M – EPP)      |                      |      |                                                                 |           |      |                                                         |            |      |                                                               |

## Vanjske poveznice
- Službene stranice  Arhivirana inačica izvorne stranice od 13. prosinca 2009. (Wayback Machine)